# شذرات الذهب
شذرات الذهب فی اخبار من ذهب یا به اختصار، شذرات الذهب عنوان کتابی است به زبان عربی از ابن عماد حنبلی (۱۰۳۲ تا ۱۰۸۹ قمری). این کتاب، سرگذشت‌نامه‌ای است که وقایع تاریخی جهان اسلام از جمله جنگ‌ها، کشمکش‌ها و سرگذشت افراد سرشناس در آن بیان شده‌است. این کتاب بازه زمانی از آغاز هجرت تا سال ۱۰۰۰ هجری قمری را پوشش داده‌است.
این کتاب دو ویژگی خاص دارد که آن را نسبت به سایر کتاب‌های تاریخی اسلام ممتاز می‌کند. اول این که این کتاب از قرن اول تا دهم هجری را پوشش می‌دهد که بخش وسیع و قابل توجهی از تاریخ اسلام را دربر می‌گیرد. دوم این که نویسنده در تالیف کتاب، در مورد شخصیت‌های مختلف دیدگاه بی‌طرفانه‌ای را در پیش گرفته‌است.